# Turbo stenogyrus
Turbo stenogyrus is een slakkensoort uit de familie van de Turbinidae. De wetenschappelijke naam van de soort is voor het eerst geldig gepubliceerd in 1873 door P. Fischer.